# Copa del Atlántico de Clubes 1956
Die Copa do Atlantico de Clubes 1956 – auch span. Copa del Atlántico – war ein südamerikanischer Vereinsfußballwettbewerb, der einmalig 1956 ausgespielt wurde. Organisiert wurde er von den drei Fußballverbänden Argentiniens, Brasiliens und Uruguays, von denen je 5 Teams teilnahmen. Zwischen dem 20. Juni und dem 7. Juli wurden im Pokal-System ohne Rückspiel die Finalteilnehmer ausgespielt. Die Finalspiele – in denen der Turniersieger der Verein werden sollte der als Erster zwei Siege in drei Spielen erreicht – fanden nicht statt, da der CA Boca Juniors darüber ungehalten war, dass das erste Spiel in Buenos Aires und die nachfolgenden beiden Partien in São Paulo ausgetragen werden sollten und sich daher im Nachteil sah. Corinthians São Paulo wurde daraufhin zum Sieger erklärt. Starspieler von Corinthians in jener Zeit war Cláudio, der noch heute Rekordtorschütze der Vereinsgeschichte ist.
Nicht zu verwechseln ist das Turnier mit der Copa del Atlántico 1947 sowie der Copa del Atlántico, auch als Taça do Atlântico bekannt, für die Nationalmannschaften von Argentinien, Brasilien, Uruguay und Paraguay, welches 1956, 1960 und 1976 ausgetragen wurde.

## Teilnehmer
Argentinien
Boca Juniors, CA Lanús, Racing Club de Avellaneda, River Plate, CA San Lorenzo de Almagro
 Brasilien
America FC (RJ), Corinthians São Paulo, Fluminense Rio de Janeiro, FC Santos, FC São Paulo
 Uruguay
Danubio FC, Defensor Sporting, Nacional Montevideo, Peñarol Montevideo, Montevideo Wanderers

## Das Turnier
Erste Runde
|                           | Ergebnis  |                           |
| ------------------------- | --------- | ------------------------- |
| CA Lanús                  | 5:1       | Defensor                  |
| Montevideo Wanderers      | 2:1       | CA San Lorenzo de Almagro |
| Corinthians São Paulo     | (L)2:2(L) | Danubio FC                |
| America FC (RJ)           | 2:1       | Racing Club de Avellaneda |
| FC Santos                 | 4:0       | River Plate               |
| Peñarol Montevideo        | 0:1       | Boca Juniors              |
| Nacional Montevideo       | 0:1       | FC São Paulo              |
| Fluminense Rio de Janeiro |           | (Freilos)                 |

Viertelfinale
|                       | Ergebnis |                           |
| --------------------- | -------- | ------------------------- |
| FC São Paulo          | 3:1      | America FC (RJ)           |
| Montevideo Wanderers  | 0:2      | CA Lanús                  |
| Boca Juniors          | 3:1      | Fluminense Rio de Janeiro |
| Corinthians São Paulo | 4:3      | FC Santos                 |

Halbfinale
|                | Ergebnis |              |
| -------------- | -------- | ------------ |
| Boca Juniors   | 2:0      | CA Lanús     |
| Corinthians SP | 2:0      | FC São Paulo |

Finale
|                       | Ergebnis |              |
| --------------------- | -------- | ------------ |
| Corinthians São Paulo | 1        | Boca Juniors |